# Psolus megaloplax
Psolus megaloplax is een zeekomkommer uit de familie Psolidae.
De wetenschappelijke naam van de soort werd in 1968 gepubliceerd door David Pawson.